# Bråviken yttre
Bråviken yttre este o arie protejată (arie specială de conservare — SAC, sit de importanță comunitară — SCI, arie de protecție specială avifaunistică — SPA) din Suedia întinsă pe o suprafață de 8.752,6 ha, integral pe uscat.

## Localizare
Centrul sitului Bråviken yttre este situat la coordonatele 58°33′40″N 16°58′43″E / 58.5612°N 16.9787°E.

## Înființare
Situl Bråviken yttre a fost declarat sit de importanță comunitară în decembrie 1995 pentru a proteja 1 specie de plante și 11 specii de animale. Alte tipuri de protecție:
- arie de protecție specială avifaunistică (în martie 1996)[2]
- arie specială de conservare (în martie 2011)[1][3][4]

## Biodiversitate
Situată în ecoregiunile boreală și marină baltică, aria protejată conține 9 habitate naturale: Păduri caducifoliate de mlaștină fino-scandinave, Faleze cu vegetație de pe coastele atlantice și baltice, Pășuni de coastă din Baltica boreală, Pajiști fino-scandinave uscate până la mezice, bogate în specii de altitudine mică, Taiga vestică, Pășuni din zone de pădure fino-scandinave, Insulițe și insule mici din Baltica boreală, Recifuri, Păduri caducifoliate bătrâne naturale hemiboreale fino-scandinave (Quercus, Tilia, Acer, Fraxinus sau Ulmus) bogate în specii epifite.
La baza desemnării sitului se află mai multe specii protejate:
- plante (1): Buxbaumia viridis
- păsări (10): pietruș (Arenaria interpres), ciocănitoare neagră (Dryocopus martius), sfrâncioc roșiatic (Lanius collurio), pescăruș negricios (Larus fuscus), vultur pescar (Pandion haliaetus), Phalacrocorax carbo sinensis, lup de mare mic (Stercorarius parasiticus), chiră de baltă (Sterna hirundo), Sterna paradisaea, cocoșul de mesteacăn (Tetrao tetrix tetrix)
- mamifere (1): Halichoerus grypus